# 多溝樓梯草
多溝樓梯草（学名：Elatostema multicanaliculatum）为蕁麻科樓梯草屬下的一个种。

## 扩展阅读
- 維基物種上的相關：多溝樓梯草